# Igor Starîghin
Igor Vladimirovici Starîghin (în rusă Игорь Владимирович Старыгин, n. 13 iunie 1946, Moscova, RSFS Rusă, URSS – d. 8 noiembrie 2009, Moscova, Rusia) a fost un actor rus de teatru și film.
Absolvent al Academiei Ruse de Arte Teatrale, Starîghin a jucat în peste 40 de filme și este cel mai bine cunoscut pentru rolul lui Aramis din D'Artagnan și cei trei muschetari (1979) și continuările sale (1992, 1993, 2007). El a avut un alt rol celebru în serialul de televiziune Frontiera de stat (în anii 1980).
Starîghin a jucat, de asemenea, la Teatrul de Artă din Moscova și la Teatrul Mossovet.
A murit, în vârstă de 63 de ani, pe 8 noiembrie 2009, la Moscova, în urma complicațiilor cauzate de un accident vascular cerebral. Starîghin a fost înmormântat în Cimitirul Troiekurovskoie.

## Filmografie selectivă
- Revenge (Возмездие, 1967)
- We'll Live Till Monday (Доживём до понедельника, 1968)
- The Adjutant of His Excellency (Адъютант его превосходительства, 1969)
- Accused of Murder (Обвиняются в убийстве, 1969)
- Orașe și ani (Города и годы, 1973)
- The Red and the Black (Красное и чёрное, 1976)
- d'Artagnan and Three Musketeers (Д’Артаньян и три мушкетёра, 1978)
- The State Border. We Will Build Our New... (Государственная граница. Мы наш, мы новый…, 1980)
- The State Border. Peaceful '21 Summer (Государственная граница. Мирное лето 21-го года, 1980)
- Musketeers Twenty Years After (Мушкетёры двадцать лет спустя, 1992)
- The Secret of Queen Anne or Musketeers Thirty Years After (Тайна королевы Анны, или Мушкетёры тридцать лет спустя, 1993)
- The Return of the Musketeers, or The Treasures of Cardinal Mazarin (Возвращение мушкетёров, или Сокровища кардинала Мазарини, 2007)